# 歌声喫茶
歌声喫茶（日语：歌声喫茶）是日本1955年前后流行的饮食店的形态。

## 简介
歌声喫茶指和饮食店内的客人一起歌唱，有时会用钢琴、手风琴伴奏，有时则会请音乐团体演唱。歌曲的主要内容是俄罗斯民谣、儿歌、反战歌、日本歌谣曲等。店内通常会自行编纂歌集。其起源有多种说法。据说1950年新宿的料理店内出现了客人自发的歌声喫茶。可能是受当时的苏联电影《西伯利亚交响曲》（俄语：Сказание о земле Сибирской）之影响。1965年后逐渐不再流行，但至今一些饮食店仍会举行歌声喫茶活动。